# Dean Meminger
Dean Peter Meminger (Walterboro, Carolina del Sur, 13 de mayo de 1948-Harlem, Nueva York, 23 de agosto de 2013) fue un jugador y entrenador de baloncesto estadounidense que jugó 6 temporadas en la NBA. Con 1,83 metros de altura, lo hacía en la posición de base. Era apodado “Dean the Dream”.

## Trayectoria deportiva

### Universidad
Jugó durante cuatro temporadas con los Golden Eagles de la Universidad Marquette, en las que promedió 18,6 puntos y 5,1 rebotes por partido. Lideró a su equipo en anotación en 1970, en el que fue pieza clave para la consecución del National Invitation Tournament, en el que fue elegido MVP. En 1971 fue incluido en el primer equipo All-American.

### Profesional
Fue elegido en la decimosexta posición del Draft de la NBA de 1971 por New York Knicks, y también por los Indiana Pacers en la séptima ronda del Draft de la ABA, eligiendo la primera opción. Allí llegó como tercer base del equipo, tras Walt Frazier y Earl Monroe, y en los pocos minutos que tuvo el primer año promedió 4,6 puntos y 2,4 rebotes por partido, jugando sus primeras Finales de la NBA. Al año siguiente las cosas siguieron como estaban, pero en esta ocasión lograría ganar su único anillo de campeón de la NBA, tras derrotar a Los Angeles Lakers en la final.
Al año siguiente adquitió más protagonismo, gracias a la lesión de Monroe, que se perdió la mitad de la temporada. Meminger jugó su mejor campaña como profesional, promediando 8,3 puntos y 3,6 rebotes pr encuentro. Tras finalizar la temporada 1973-74 se produjo un draft de expansión por la incorporación de nuevos equipos a la liga, siendo elegido por los New Orleans Jazz, quienes lo incluyeron junto a Bob Kauffman y 5 futuras rondas del draft en el paquete que traspasaron a Atlanta Hawks a cambio de Pistol Pete Maravich. En los Hawks jugó dos temporadas compartiendo el puesto de base con Tom Henderson, destacando la primera de ellas, en la que promedió 7,9 puntos y 5,0 asistencias por partido.
Tras finalizar contrato, regresó en la temporada 1976-77 a los Knicks como agente libre, donde jugaría sus últimos partidos como profesional.

### Entrenador
En 1992 se hizo cargo como entrenador de los Albany Patroons de la CBA en su primera temporada en la liga, siendo despedido cuando llevaban 8 partidos ganados y 17 perdidos, siendo sustituido por Phil Jackson. Años más tarde dirigiría a los  Long Island Knights de la USBL.

## Estadísticas de su carrera en la NBA

### Temporada regular
| Temporada | Edad | Equipo          | Liga | P   | TIT | MIN  | TC  | TCA | %TC  | 3P | 3PA | %3P | TL  | TLA | %TL  | R.OF. | R.DEF. | REB | ASIS | ROB | TAP | PER | FP  | PTS |
| 1971-72   | 23   | New York Knicks | NBA  | 78  |     | 15.0 | 1.8 | 3.8 | .474 |    |     |     | 1.0 | 1.8 | .564 |       |        | 2.4 | 1.3  |     |     |     | 1.8 | 4.6 |
| 1972-73   | 24   | New York Knicks | NBA  | 80  |     | 18.2 | 2.4 | 4.6 | .515 |    |     |     | 1.0 | 1.6 | .628 |       |        | 2.9 | 1.7  |     |     |     | 1.4 | 5.7 |
| 1973-74   | 25   | New York Knicks | NBA  | 78  |     | 26.7 | 3.5 | 6.9 | .508 |    |     |     | 1.3 | 2.1 | .644 | 1.6   | 2.0    | 3.6 | 2.1  | 0.8 | 0.1 |     | 2.1 | 8.3 |
| 1974-75   | 26   | Atlanta Hawks   | NBA  | 80  |     | 27.2 | 2.9 | 6.3 | .466 |    |     |     | 2.1 | 3.3 | .639 | 1.1   | 1.6    | 2.7 | 5.0  | 1.5 | 0.1 |     | 2.0 | 7.9 |
| 1975-76   | 27   | Atlanta Hawks   | NBA  | 68  |     | 20.9 | 2.3 | 5.6 | .409 |    |     |     | 1.5 | 2.2 | .658 | 1.0   | 1.3    | 2.2 | 3.3  | 0.8 | 0.1 |     | 1.7 | 6.0 |
| 1976-77   | 28   | New York Knicks | NBA  | 32  |     | 7.9  | 0.5 | 1.1 | .417 |    |     |     | 0.4 | 0.7 | .565 | 0.4   | 0.4    | 0.8 | 0.9  | 0.3 | 0.0 |     | 0.5 | 1.3 |
| Total     |      |                 | NBA  | 416 |     | 20.6 | 2.4 | 5.1 | .475 |    |     |     | 1.3 | 2.1 | .627 | 1.1   | 1.5    | 2.6 | 2.5  | 0.9 | 0.1 |     | 1.7 | 6.1 |

### Playoffs
| Temporada | Edad | Equipo          | Liga | P  | MIN | TCA | TC  | 3PA | 3P | TLA | TL | R.OF. | REB | ASIS | ROB | TAP | PER | FP | PTS | %TC  | %3P | %FT  | MIN  | PTS | REB | AST |
| 1971-72   | 23   | New York Knicks | NBA  | 16 | 277 | 24  | 57  |     |    | 17  | 27 |       | 43  | 20   |     |     |     | 37 | 65  | .421 |     | .630 | 17.3 | 4.1 | 2.7 | 1.3 |
| 1972-73   | 24   | New York Knicks | NBA  | 17 | 323 | 31  | 56  |     |    | 19  | 34 |       | 37  | 37   |     |     |     | 29 | 81  | .554 |     | .559 | 19.0 | 4.8 | 2.2 | 2.2 |
| 1973-74   | 25   | New York Knicks | NBA  | 12 | 179 | 11  | 32  |     |    | 1   | 5  | 9     | 24  | 25   | 4   | 0   |     | 19 | 23  | .344 |     | .200 | 14.9 | 1.9 | 2.0 | 2.1 |
| Total     |      |                 | NBA  | 45 | 779 | 66  | 145 |     |    | 37  | 66 | 9     | 104 | 82   | 4   | 0   |     | 85 | 169 | .455 |     | .561 | 17.3 | 3.8 | 2.3 | 1.8 |

## Vida personal y fallecimiento
A mediados de los años 70 Meminger se aficionó al consumo de alcohol y cocaína, que le supuso dejar el baloncesto prematuramente. En noviembre de 2009 originó un incendio en su casa del Bronx al parecer a causa de una pipa de crack que fumaba, que dejó sin hogar a más de 30 personas y que le supuso ser internado en estado crítico en la unidad de quemados de un hospital neoyorquino.
El 23 de agosto de 2013 fue encontrado muerto en un hotel de Harlem, con una posible sobredosis de droga.